# Sportyvna (métro de Kharkiv)
Sportyvna (en ukrainien : Спортивна) est une station de la ligne Kholodnohirsko-Zavodska (L1) du métro de Kharkiv. Elle est accessible par les rues Derzhavynska et Plekhanivska au sud est du centre de la ville de Kharkiv en Ukraine. Elle dessert notamment le stade homonyme.
Mise en service en 1975, elle est desservie par les rames de la ligne 1. Le service est arrêté ou perturbé depuis l'invasion de l'Ukraine par la Russie en 2022.

## Situation sur le réseau

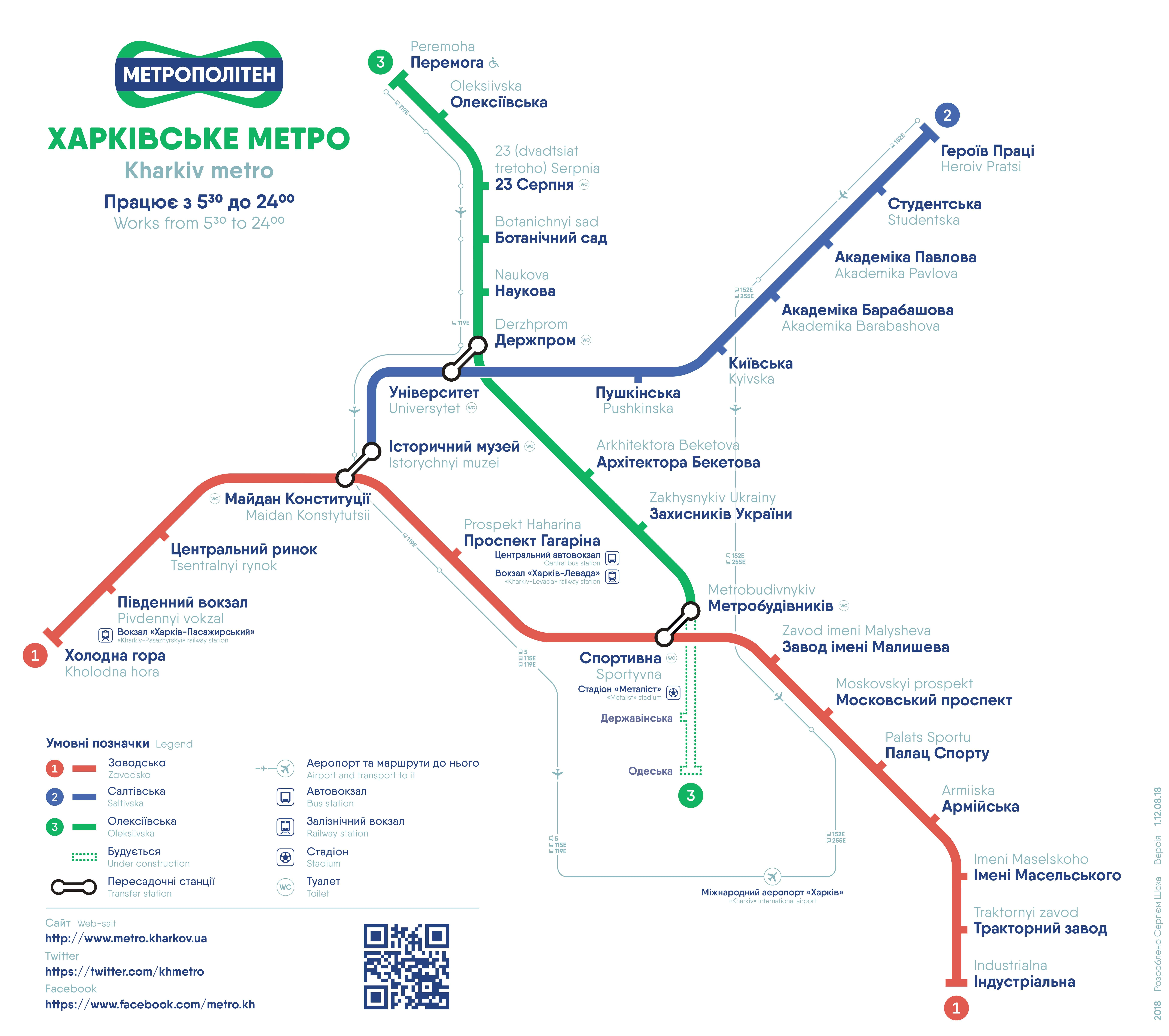
Plan du métro.

Établie en souterrain, la station Sportyvna, est une station de passage de la ligne Kholodnohirsko-Zavodska (L1) du métro de Kharkiv. Elle est située entre la station Prospekt Haharina, en direction du terminus ouest Kholodna hora, et la station Zavod imeni Malysheva, en direction du terminus est Industrialna.
Elle dispose d'un quai central encadré par les deux voies de la ligne.